# Матвіївка (Полтавський район)
Матві́ївка — село в Україні, у Великорублівській сільській громаді Полтавського району Полтавської області. Населення становить 79 осіб. До 2020 орган місцевого самоврядування — Милорадівська сільська рада.

## Географія
Село Матвіївка знаходиться на лівому березі річки Ворскла, вище за течією на відстані 1,5 км розташоване село Лабурівка, на протилежному березі — село Писарівщина. До села примикає великий лісовий масив (сосна). Поруч з селом протікає пересихаюча річка Ковжижа.
Yа південно-східній околиці села Матвіївка знаходиться ботанічний заказник «Приворсклянський». Заказник був створено у 1989 році для охорони соснових та дубово-соснових лісів на другій боровій терасі Ворскли. 

## Історія
12 червня 2020 року, відповідно до розпорядження Кабінету Міністрів України № 721-р «Про визначення адміністративних центрів та затвердження територій територіальних громад Полтавської області», село увійшло до складу Великорублівської сільської громади.
19 липня 2020 року, в результаті адміністративно - територіальної реформи та ліквідації  Котелевського району, село увійшло до складу новоутвореного Полтавського району.

## Населення

### Мова
Розподіл населення за рідною мовою за даними перепису 2001 року:
| Мова       | Кількість | Відсоток |
| ---------- | --------- | -------- |
| українська | 79        | 100%     |